# ロバート・A・ハインライン
ロバート・アンスン・ハインライン（Robert Anson Heinlein、1907年7月7日 - 1988年5月8日）は、アメリカのSF作家。

## 概要
SF界を代表する作家の一人で「SF界の長老（the dean of science fiction writers）」とも呼ばれ、影響を受けたSF作家も数多いが、物議を醸した作品も多い。科学技術の考証を高水準にし、SFというジャンルの文学的質を上げることにも貢献した。他のSF作家がSF雑誌に作品を載せるなか、ハインラインは1940年代から自分の作品を「サタデー・イブニング・ポスト」等の一般紙に載せた。この結果としてSFの大衆化が進んだのは、ハインラインの功績の一つである。SF小説でベストセラーを産んだ最初の作家でもある。アイザック・アシモフ、アーサー・C・クラークと並んで、世界SF界のビッグスリーとも呼ばれていた。アンスン・マクドナルド（Anson MacDonald）、ライル・モンロー（Lyle Monroe）などの名義で執筆していた時期もある（いずれも中・短編）。
SF短編小説の名手でもあり、アスタウンディング誌の編集長ジョン・W・キャンベルが鍛えた作家の1人である。但し、ハインライン自身はキャンベルの影響を否定している。
初期には未来史シリーズなど、科学小説としてのSFを書いていたが次第に社会性を強め、『宇宙の戦士』では軍国主義を賛美する兵士の描写があったことから右翼と呼ばれ、一方の社会主義者の名残が表れている『月は無慈悲な夜の女王』では左翼と呼ばれるなど多彩な顔を持った。中でも宗教やポリアモリーを扱った『異星の客』の反響は大きく、ヒッピーの経典と崇められ、ファンが分かれたという。『異星の客』中の「グロク（grok）」という造語が『オックスフォード英語辞典』に掲載されたり、更にはマンソン・ファミリーが実際のカルト活動で『異星の客』中の宗教をまねたりもした。
『宇宙の戦士』『ダブル・スター（太陽系帝国の危機）』『異星の客』『月は無慈悲な夜の女王』でヒューゴー賞を計4回受賞（いずれも長編小説部門）。アメリカSFファンタジー作家協会は1回目のグランド・マスター賞をハインラインに授与した。
ロマンティックなタイム・トラベル物『夏への扉』は特に日本において人気の高い作品であり、SFファンのオールタイム・ベスト投票では、度々ベスト1作品になっている。
しかしアメリカにおいては『月は無慈悲な夜の女王』と『異星の客』がクローズアップされることが多く『夏への扉』は日本での限定的な人気にとどまっている。

## 生涯

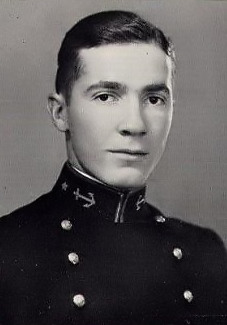
海軍兵学校時代のハインライン（1929年）

### 誕生と幼少期
1907年7月7日ミズーリ州バトラーで、ドイツ系の家庭に生まれる。カンザスシティで育つ。この時代のこの地方の価値観（ハインラインはバイブル・ベルトと呼んだ）が作品に強く影響しており、特に晩年の『愛に時間を』や『落日の彼方に向けて』の設定や雰囲気に反映されている。しかし、最盛期の作品ではそういった価値観や道徳観を打破しようとする傾向があった。

### 海軍時代
軍隊もハインラインに大きな影響を与えた。生涯を通じて忠誠心、リーダーシップといった理想を信じたのも軍隊の影響である。1925年にアナポリスの海軍兵学校に入学。1929年に卒業するとアメリカ海軍の士官となった。1931年、空母レキシントン (CV-2) に乗る。このころ無線通信に取り組み、さらに実用化されたばかりの航空機にも取り組んだ。当時の艦長アーネスト・キングは、第二次世界大戦期にはアメリカ海軍作戦部長になっている。後にハインラインはアメリカ海軍初の現代的空母の艦長だったアーネスト・キングについて、軍事史家から頻繁にインタビューを受けている。1933年から1934年まで駆逐艦 USS Roper (DD-147) に勤務。その間に中尉に昇進している。兄弟のローレンス・ハインラインは陸軍、空軍、ミズーリ州軍に勤務し、少将となっている。
1929年、カンザスシティ出身の女性とロサンゼルスで結婚。しかし、1年で破局した。1932年には2度目の結婚をしている。このときの相手は政治的に過激な思想を持っており、アイザック・アシモフによればこのころのハインラインは妻に影響され「激しい自由主義者」だったと記している。

### カリフォルニアへ
1934年結核を患い、海軍を退役。長い入院生活の中でウォーターベッドを思いつき、後にそれについて詳細に小説に書いている。このため、ハインラインの小説が先例となって、ウォーターベッドの特許は成立しなかった。
その後UCLAの大学院で数学を学んだが、数週間で退学。再び病気が悪化したという理由もあるが、政治家を目指したからでもある。
ハインラインは不動産販売のセールスマンや銀鉱の作業員などの職を転々としたが、その間ずっと困窮していた。この頃のハインラインは社会主義者のアプトン・シンクレアの活動に参加していた。1934年のカリフォルニア州知事選ではシンクレアが民主党の推薦を受けて立候補したため、熱心に選挙活動を行った。1938年にはカリフォルニア州議会議員選挙に自ら立候補したが、落選した。1954年のノンフィクションでハインラインは「多くのアメリカ人は…マッカーシーが「恐怖の時代」を生み出したと声を大にして断言していました。あなたは恐れていますか？ 私はそういうことはなく、マッカーシー上院議員よりも左よりの立場で政治活動していた経験があります」と書いている。

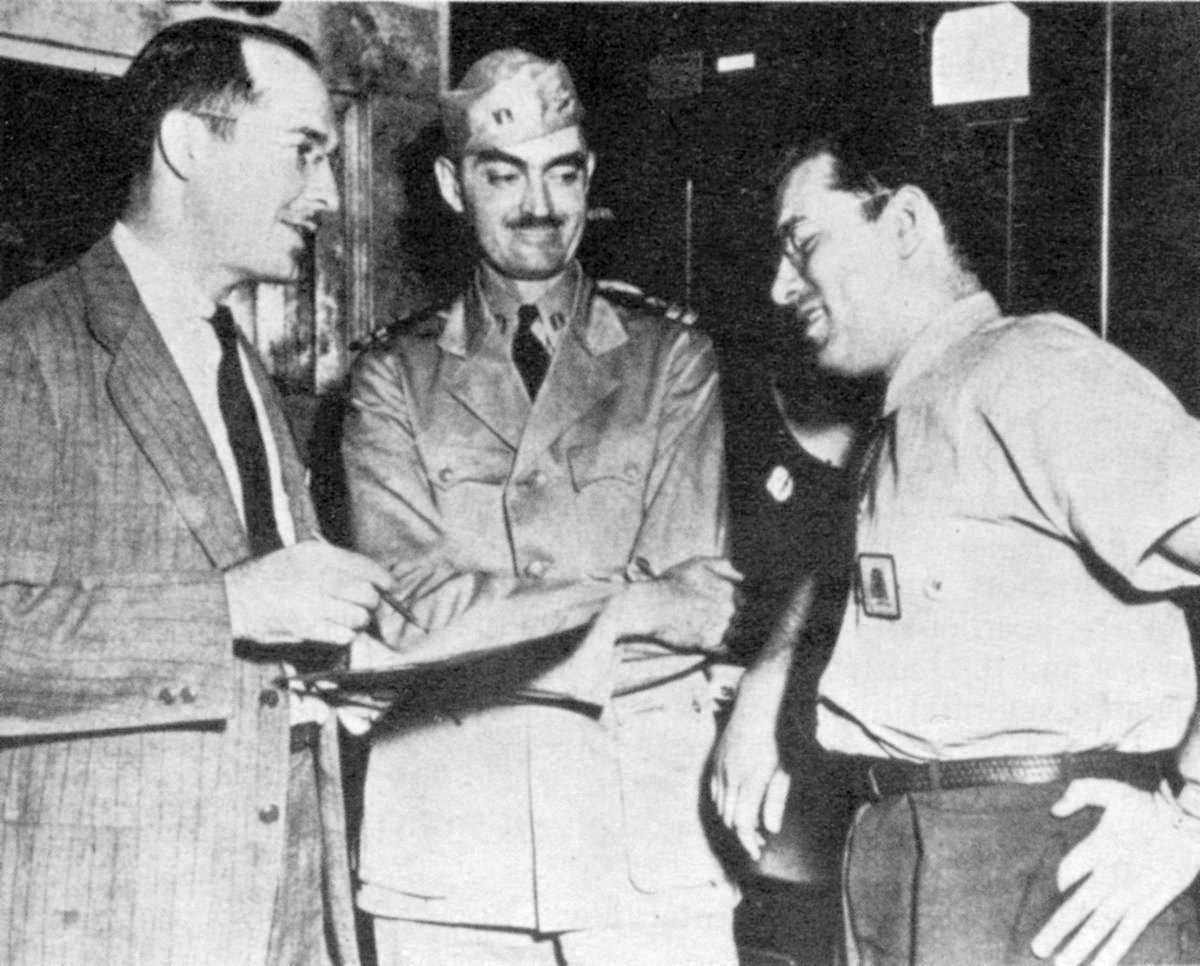
L・スプレイグ・ディ・キャンプ（中央）、アイザック・アシモフ（右）と共にフィラデルフィア海軍造船所に勤務するロバート・A・ハインライン（左）1944年

### 作家になる
選挙後はそれほど貧困だったわけではないが（海軍から少額ながら障害年金を受け取っていた）、ハインラインは借金を清算するために小説を書き始め、1939年にアスタウンディング誌にて「生命線」でデビューした。その後すぐさま社会派SFの旗手として認識されるようになった。デンバーで開催された1941年のワールドコンではゲストとして招待されている。第二次世界大戦中、1943年から技術士官（航空工学）として海軍に復帰。アイザック・アシモフやL・スプレイグ・ディ・キャンプと共にペンシルベニア州のフィラデルフィア海軍造船所で働いた。
1945年に戦争が終わると、ハインラインは自分の経歴を再評価し始めた。広島・長崎に対する原爆投下や冷戦の勃発に刺激され、彼は政治的なノンフィクションを書くことを思い立った。同時に原稿料の高い市場に参入したいという考えもあった。1947年2月の「地球の緑の丘」を初めとして、サタデー・イブニング・ポスト誌に4編の重要な短編小説を発表している。これにより「パルプ・ゲットー」から抜け出した最初のSF作家となった。原作を提供した1950年の映画『月世界征服』では、脚本にも参加し、特殊効果についても助言している（この映画はアカデミー賞特殊効果賞を受賞している）。また、チャールズ・スクリブナーズ・サンズ社から年に1冊のペースでジュブナイルSF小説のシリーズを初め、1950年代末まで続けた。
1947年、2人目の妻と離婚。翌年、バージニア・ガーステンフェルド（ジニー）と再婚し、40年後に死別するまで添い遂げた。
その後間もなくコロラド州に引っ越すが、1965年に標高のせいでジニーが健康を害してしまう。そこでカリフォルニア州サンタクルーズに引越し、サンタクルーズに程近いボニー・ドーンに新たな家を建てた。独特の丸い形状の家はハインライン自身が妻と共同で設計したものである（北緯37度3分31.72秒 西経122度9分30.46秒 / 北緯37.0588111度 西経122.1584611度）。
ハインラインの作品に登場する聡明で勇敢な女性のモデルは間違いなく妻のジニーである。1953年から1954年にかけてハインライン夫妻は船で世界一周の旅をし、その旅行記を Tramp Royale として出版した。また、この旅が『天翔る少女』や『ガニメデの少年』といった長い宇宙旅行を扱ったSF小説に役立っている。ジニーはハインラインの原稿を最初に読む役目を担った。またエンジニアとしてはハインラインよりも優秀だったという。
アシモフによると、ハインラインはジニーと再婚したころから急激に右翼に転向したという。夫妻は1958年に小規模な「パトリック・ヘンリー同盟」を結成し、1964年にはバリー・ゴールドウォーターの大統領選の選挙活動に参加している。また、Tramp Royale にはマッカーシー聴聞への2つの長い弁明文が含まれている。このころハインラインは『異星の客』(1961) を書いているが、こちらは非常にリベラルな内容で、1960年代後半には「ヒッピー運動の非公式なバイブル」とまで言われるようになった。

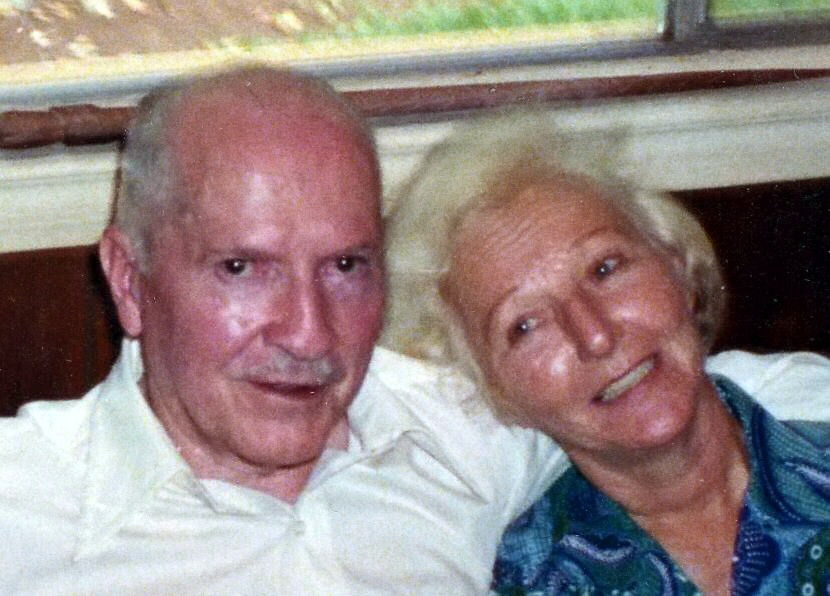
ハインライン(左)とバージニア・ガーステンフェルド（タヒチ島、1980年）

ハインラインのSF小説のうち、ジュブナイルとされる作品群も重要な位置を占めている。ジュブナイルでは話題性のある題材を扱ったが、1959年の『宇宙の戦士』はテーマが子供向けとしては物議をかもすものだったため、出版社（スクリブナーズ）に出版を断られ、別の出版社から出版した。これ以降ハインラインはジュブナイルの制約を越え、一連のSF小説の境界を描き直すような挑戦的作品（1961年の『異星の客』や1966年の『月は無慈悲な夜の女王』など）を書きはじめた。

### 晩年と死
1970年代になるとハインラインは急激に健康が衰え、趣味の石工もできなくなった（私信で彼は石工について「本と本の合間の普通の好きな仕事」と書いている）。まず腹膜炎で命に関わるような状態となり、その回復に2年を要した。回復するとすぐさま『愛に時間を』(1973) を書き始めた。この作品は晩年の作品群の多くのテーマを含んでいる。
1970年代中ごろ、Britannica Compton Yearbook に2つの記事を書いている。また妻と共にアメリカ合衆国における献血活動の再編のために奔走し、1976年にはカンザスシティで開催されたワールドコンに3度目のゲストとして招待された。1978年初めにタヒチで休暇を過ごしている最中に一過性脳虚血発作に襲われた。その後数か月間は徐々に衰弱していき、健康状態が悪化した。問題は頚動脈の血栓であることが判明し、最初期の頚動脈バイパス手術を受けた。ハインライン夫妻は共に喫煙者で、小説にも喫煙シーンがよく描かれている。
その年にアメリカ合衆国下院と上院の合同委員会に出席するよう要請され、宇宙技術を民間に技術移転することで弱者や老齢者に役立っているという確信を証言した。手術によって回復したハインラインは1980年から1988年5月8日に肺気腫と心不全で就寝中に亡くなるまでに、5つの長編小説を書いた。
彼の死後、妻のバージニア・ハインラインはハインラインの手紙や手稿を交えた伝記を編集し Grumbles from the Grave と題して1989年に出版した。ハインラインの資料はカリフォルニア大学サンタクルーズ校の McHenry Library の特別コレクション部門に収蔵されている。それには原稿、手紙、写真などが含まれている。主要な資料はデジタイズされ Robert A. and Virginia Heinlein Archives としてオンラインで公開されている。

## 作品

### 初期（1939年-1958年）
ハインラインが最初に書いた長編 For Us, The Living: A Comedy of Customs (1939) は生前には出版されなかったが、後に Robert James が原稿を探し出し、2003年に出版された。小説としては失敗作とされているが、ハインラインの人間を社会的動物として見る考え方や自由恋愛への興味の萌芽が示されているという点で興味深い。後の作品群のテーマの萌芽が数多く含まれている。
ハインラインは1930年代、自由恋愛などの考え方を私生活でも実践していたようで、2番目の妻とはそのようなオープンな関係だった。当時の彼はヌーディズムも信奉していて、ヌーディズムや身体的タブーといった話題が作品にもよく出てくる。冷戦真っ盛りの時代には、自宅の地下に核シェルターを作った。
売れなかった処女長編に続き、ハインラインは短編小説を雑誌に売り、その後長編が売れるようになった。初期の短編の多くは、政治・文化・技術革新などを含む完全な年表に従った《未来史》に属していた。その年表は1941年5月号のアスタウンディング誌に掲載されている。その後ハインラインは《未来史》とある程度一貫性を維持しつつも、自由に逸脱した小説を書くようになった。実際、《未来史》は現実に追いつかれてしまった。晩年になってハインラインは World as Myth として全作品を一貫して説明付けるようになった。
最初に出版された長編『宇宙船ガリレオ号』は月旅行を描いた小説だが、月はあまりにも遠いとして出版を拒否されたことがある。幸いにもスクリブナーズが出版してくれることになり、その後毎年クリスマスの時期にジュブナイルを出版するようになった。そのうち8作品には Clifford Geary の独特なスクラッチボード風のイラストが添えられていた。代表例として『大宇宙の少年』、『ガニメデの少年』、『スターマン・ジョーンズ』がある。これらの多くは雑誌には別の題名で連載され、その後単行本化に際して改題されている。例えば、『ガニメデの少年』（原題は Farmer in the Sky）はボーイスカウト雑誌 Boys' Life に Satellite Scout（衛星のボーイスカウト）として連載されていた。ハインラインがプライバシーを強固に守ったことについて、青少年向けの小説家として独特の私生活を秘密にしておくためだったという憶測がなされてきたが、For Us, The Living ではプライバシーに重点を置いた政治を主義として主張している
ハインラインが青少年向けに書いた作品は "the Heinlein juveniles" と呼ばれ、青年期と大人のテーマの混合を特徴とする。これら作品で彼が描く問題の多くは、青年期の読者が経験するような問題と関連している。主人公は通常非常に聡明な10代の若者で、周囲の大人たちの社会の中で自らの道を切り拓く必要に迫られる。表面的には単純な冒険・達成の話であり、愚かな教師や嫉妬した同級生とのやり取りである。しかし、ハインラインは若い読者が多くの大人が思っているよりも洗練されていて、複雑で難しいテーマを処理できると考えていた。そのためハインラインの作品はジュブナイルであっても大人の鑑賞に耐えるレベルになっている。例えば『レッド・プラネット』では、若者による革命といった非常に過激なテーマを扱っている。編集者は、子供が武器を使用する場面や火星人の性別の誤認といった描写を変えるようハインラインに要求した。ハインラインはこのような制限をしばしば経験しており、表面的にその制限に従いつつ他のジュブナイルSFにはない考え方をその中に潜ませた。
1957年、ジェイムズ・ブリッシュはハインラインの成功した要因として「高性能な機械のようなストーリーテリングの才能にある。ハインラインは最初からあるいは生まれつき、そういった才能（他の作家が苦労して身につける、あるいは決して身につけられない才能）を身につけていたようだ。常に機械のようにうまく物語を紡ぐわけではないが、常にそれを意識して書いていると思われる」としている。

### 1959年–1960年: 飛躍の年
1958年、左翼がアイゼンハワー大統領に核実験中止を要求していたころ、ハインラインは個人的反論として物議を醸すことになるジュブナイル小説『宇宙の戦士』(1959) を書き上げた。
『宇宙の戦士』は成人を迎える若者が社会における義務・公民権・軍隊の役割について考える物語である。そこで描かれている社会では、主人公のように兵役に就くなど公的な仕事につかないと参政権が得られない。後に Expanded Universe で、公的な仕事は兵役だけでなく、教師や警察官や役人などを含むことを意図していたと述べている。さらに参政権は退役後に与えられるもので、軍人には全く参政権がない、とされている。

### 中期（1961年–1973年）
1961年（『異星の客』）から1973年（『愛に時間を』）まで、ハインラインはリバタリアニズム的な小説もいくつか書いている。この時期の作品は、個人主義、リバタリアニズム、自由恋愛といった最も重要なテーマを追求している。『異星の客』は出版されなかった処女長編 For Us, The Living: A Comedy of Customs にも見られた自由恋愛と過激な個人主義をテーマとしており、書き上げた後もしばらく出版されなかった。『月は無慈悲な夜の女王』は月の植民地の独立戦争を描いたもので、政府によって個人の自由に突きつけられた脅威を描いている。
ハインラインはファンタジーをほとんど書いたことがなかったが、この時期に最初のファンタジー長編『栄光の道』を書いている。また、『異星の客』や『悪徳なんかこわくない』ではハードSFとファンタジー・神秘主義の融合を試み、宗教団体への皮肉も加えている。このような新たな方向性についてハインラインは James Branch Cabell の影響があったとしている。『悪徳なんかこわくない』について評論家ジェームズ・ギルフォードは「ほとんど一般的に文学的失敗とみなされている」とし、ハインラインは腹膜炎で作家としては死んだと結論付けた。

### 後期（1980年–1987年）
体調不良による7年のブランクを経て、ハインラインは1980年（『獣の数字』）から1987年（『落日の彼方に向けて』）の間に5つの長編を書いた。これらの作品には登場人物や時代や場所に相互の繋がりがある。これら作品はハインラインの人生観や信念を明示しており、政治・性・宗教について忌憚なく書かれている。読者の評価は様々で、一部の評論家は酷評している。ハインラインのヒューゴー賞受賞作品は全てこれ以前の時代に書かれている。この時期の作品はどれも『宇宙の戦士』に輪をかけて説教くさい面がある。
『獣の数字』や『ウロボロス・サークル』は最初は緊張感のある冒険もののようだが、最後には哲学的ファンタジーとなっている。これを破綻と見るか、『異星の客』を始めとするマジックリアリズム的方向にSFの境界を広げようとする試みと見るかで評価が分かれる。あるいは、量子力学の文学的暗喩と見ることもできる（『獣の数字』は観察者効果を扱い、『ウロボロス・サークル』の原題The Cat who walks through Wallsはシュレーディンガーの猫を示している）。この時期の作品は《未来史》から枝分かれした World as Myth と呼ばれるシリーズに属するとされている。
『異星の客』や『愛に時間を』で始まった作者の自己言及は、『ウロボロス・サークル』でさらに鮮明となっている。主人公は傷痍退役軍人から作家になった人物で、ハインラインの妻をモデルにしたと思われる強い女性と恋に落ちる。
1982年の『フライデイ』は従来の冒険物語に近い（「深淵」の登場人物や背景を使っており、『人形つかい』との関係が示唆されている）。フロンティアにこそ自由があるという結論は『月は無慈悲な夜の女王』や『愛に時間を』と変わらない。
1984年の『ヨブ』は、宗教団体への鋭い皮肉である。

## 作風と考え方
作風としては、既存の小説やテーマの舞台をSFに置き換えたものが多い。例えば、上記の『宇宙の戦士』は兵隊出世物語のSF版、『ダブル・スター』は『ゼンダ城の虜』の政治SF版であり、『異星の客』は風刺小説、『月は無慈悲な夜の女王』は植民地の独立をそれぞれSFにしたものである。また、ほぼ一貫して「庶民感覚を忘れてはいないが、あくまでも庶民と一線を画するエリートによる寡頭制」、「弱者に無償で施しを与えることを良しとしない自己責任論と新自由主義に基づく能力主義社会」を理想として肯定的に描き、それらの負の側面を描くことはない。

### 政治
ハインライン作品は広範囲な政治的スペクトルを右に左に行ったり来たりしている。処女長編 For Us, The Living は主に社会信用論を扱い、初期の短編「不適格」ではフランクリン・ルーズベルトの市民保全部隊の宇宙版のような組織を描いている。ハインライン自身は若いころは非常にリベラルだった。後の『異星の客』ではヒッピーのカウンターカルチャーを称揚し、『栄光の道』は反戦を主張しているようにも読める。『宇宙の戦士』は軍国主義的で、ロナルド・レーガン政権時代に書かれた遺作『落日の彼方に向けて』は極めて右翼的である。『月は無慈悲な夜の女王』はリバタリアニズム的着想から書かれている。ただし、ハインライン自身がそれらの主張を信奉していたかどうかは不明である。ただし左右どちらにしろ反権威主義という点においては一貫しており、最初のジュブナイル長編『宇宙船ガリレオ号』では裁判所命令を無視してロケット船に乗り込んで発射する少年たちを描いている。同様の状況は短編「鎮魂歌/鎮魂曲」にも描かれている。ハインラインはまた、宗教の政治への関与にも一貫して反対の立場だった。

### 人種
ハインラインはアメリカ合衆国で人種差別が普通だった時代に育ち、公民権運動が激しいころにそれに影響を受けた小説をいくつか書いている。初期のジュブナイルは人種差別否定という意味でも時代に先行していて、主人公に白人でない者を採用したという意味でも当時のSFとしては非常に珍しかった。例えば1948年の『栄光のスペース・アカデミー』では、少数民族の隠喩として異星人を登場させている。ハインラインは読者の人種的偏見に挑戦するため、登場人物に思い切り同情させておいて、あとからその人物が黒人またはアフリカ系であることを明かすといった手法をとっていた。
一部作品では人種そのものがテーマとなっている。有名な例として『自由未来』がある。主人公の白人一家が黒人が支配者となり白人が奴隷になっている未来に放り込まれる話である。1941年の『明日をこえて』では、特定の人種だけに効き目がある武器を使うアジアのファシスト国家の侵略からアメリカを守ろうとする白人レジスタンスを描いている。これはアジア人に対して人種差別的な描写がちりばめられていて、不思議なことに黒人やラテン系の人々は全く登場しない。この本のアイデアはジョン・W・キャンベルに押し付けられたもので、ハインラインはその人種差別的な面を何とか薄めようとしたが、自ら失敗作だとしている。なおこの作品は、特定民族だけに効果のある生物兵器は実現可能かという科学的議論を発生させた。『宇宙の戦士』では主人公がフィリピン系であることが最後の方で明かされている。
『宇宙の戦士』に登場する集合精神的な社会性昆虫型生物は日本人または中国人を表しているとの示唆もあるが、ハインライン自身はこの作品を「アメリカによる核実験の一方的中止を求める声に対する反論」として書いたとだけ主張している。なおハインラインは同書の中で、昆虫の社会を共産主義にたとえている。

### 個人主義
個人主義の信念を持ちつつ、ハインラインの作品にはしばしば圧制者と抑圧される者とがかなり多義的に描かれている。ハインラインは個人主義と無知は両立しないと信じていた。彼は広範囲な教育によって大人の能力が適切なレベルになっていると信じており、その教育は学校の教室でのものとは限らない。彼のジュブナイル小説では、学生の科目選択について「なぜ何か役に立つことを勉強しておかなかったんだ？」と軽蔑を込めて言う人物がよく登場する。『愛に時間を』ではラザルス・ロングが人間なら誰でも持つべき能力を並べ立て、最後に「専門分化は昆虫のためにあるものだ」と結論している。『悪徳なんか怖くない』、「輪廻の蛇｣、「時の門」といった作品では、自身を作り出す個人の能力が深く探究されている。

### 性
ハインラインにとって個人の解放には性の解放も含まれ、1939年に For Us, The Living を書いたころから「自由恋愛」が大きな主題だった。初期作品はジュブナイルが多いこともあり、編集者や読者の目を考慮する必要があった。評論家ウィリアム・H・パターソンは、彼のジレンマについて「架空の司書のただの過度な過敏さから本当に好ましくないものを仕分けする必要があったことだ」としている。中期になると『異星の客』(1961) では性の解放と性的嫉妬の排除が主要なテーマとなり、物語の進行と共に重要性を増していく新聞記者ベン・カクストンがジュバル・ハーショーとヴァレンタイン・マイケル・スミスの引き立て役となっている。
Gary Westfahl は「ハインラインはフェミニストにとっては悩みの種である。一方では彼の作品には強い女性がよく登場し、女性は男性と同等かあるいは優れていることを明確に主張しているが、それらは一般的女性の極めてステレオタイプな態度を反映していることが多い。例えば Expanded Universe でハインラインは弁護士や政治家が全て女性という世界を描いているが、そこでは男性が真似できない神秘的な女性特有の実用性が強調されている」と記している。
1956年には早くも近親相姦や子供の性を扱っている。10作品（『夏への扉』、『宇宙（そら）に旅立つ時』、『栄光の道』、『愛に時間を』など）で明示的または暗黙的に近親相姦や大人と子供の間の性的感情や関係を扱っている。30歳の技師と11歳の少女がタイムトラベルによって共に大人になって結婚する作品とか（『夏への扉』）、父と娘、母と息子、兄と妹といった物議をかもす組み合わせが出てくる作品（『落日の彼方に向けて』）も比較的軽く描かれている。L・スプレイグ・ディ＝キャンプやデーモン・ナイトはハインラインが近親相姦や小児愛を肯定的に描いている点について、好ましくないとコメントしており、それは The Heinlein Society のウェブサイト管理者も同意見である。

### 哲学
『落日の彼方に向けて』でハインラインは主人公モーリン・ジョンソンに、形而上学の目的は「我々はなぜここにいるのか？」「死んだあと我々はどうなるのか？」などという質問をすることだと言わせ「あなたはそういった質問に答えることを許されない」と言わせている。そういった疑問を提起することは形而上学の要点だが、それに答えるのは形而上学ではない。なぜなら一度答えてしまうと、宗教に踏み込んでしまうからである。モーリンはその理由を説明せず、単にそれらの質問は「美しい」が答えがないと述べるに留まっている。モーリンの息子で愛人でもあるラザルス・ロングは『愛に時間を』で似たようなことを述べている。宇宙についての「大問題」に答えるためには宇宙の外に立つ必要があるだろう、とラザルス・ロングは述べている。
1930年代から1940年代にかけて、ハインラインはアルフレッド・コージブスキーの一般意味論に惹かれ、関連するセミナーにもよく参加していた。その後彼の認識論についての見解はそこから発しているようで、最後の方の作品でも登場人物はコージブスキー的見解を表明し続けていた。「深淵」「もしこのまま続けば」『異星の客』といった多くの作品でサピア＝ウォーフの仮説を発展させた見解を前提とし、正しく設計された言語を使えば精神を解放することができ、超人になることもできるとしている。また、ピョートル・ウスペンスキーにも強く影響されている。ハインラインの最盛期はフロイトと精神分析学が最ももてはやされた時代でもあり『宇宙に旅立つ時』などでは精神分析学の影響が強い。しかし、彼のジュブナイル小説をフロイト的な性的シンボルで読み解こうとした編集者がいたこともあり、ハインライン自身はフロイト派には懐疑的だった。ハインラインは1930年代に社会信用運動に魅了された。その影響は2003年に出版された1938年の小説 For Us, The Living: A Comedy of Customs に見られる。文化相対主義は強く支持しており『銀河市民』に登場する人類学者マーガレット・メーダーは明らかにマーガレット・ミードを意味している。第二次世界大戦中、文化相対主義は人種差別に対抗しうる唯一の知的枠組であり、ハインラインが人種差別を嫌っていたことは前述した通りである。これらの社会学または心理学の理論の多くは過去50年間に批判され、くつがえされ、修正されてきた。ハインライン作品を読む際にはその点を考慮する必要がある。

## 影響
ハインラインはアイザック・アシモフやアーサー・C・クラークと共にSF界のビッグスリーに数えられ、ジョン・W・キャンベルの『アスタウンディング』誌による「SF黄金時代」を牽引した作家の1人とされる。また、1950年代には原稿料の稼げないパルプ雑誌群とSFのしがらみを解く先鞭（せんべん）となった。短編小説を含む彼の作品のほとんどは当初から様々な言語に訳され、死後数十年経った今も版を重ねて新刊が入手できる。
ハインラインは20世紀の多くのSF作家と同様、作家で超常現象研究家のチャールズ・フォートの影響を受けている。International Fortean Organization (INFO) の事務所には会員であったハインラインからの手紙が壁に貼られていた。

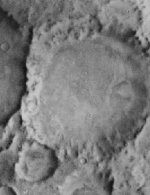
火星にある「ハインライン」と名付けられたクレーター (en)

ハインラインは社会派SF（ソフトSF）の流れを生み出し、それによってSFが単なるスペースオペラだけでなく政治や人間の性といった大人の問題を扱える文学へと成熟することに貢献した。この流れの中で、ハードSFが別個のサブジャンルとして派生した。矛盾するようだが、技術面の知識の豊富さと科学考証をしっかり行うことから、ハインラインはハードSF作家としても認識されることがある。ハインラインは地球-火星間のロケットの軌道をポケット電卓のない時代に数日かけて妻と共に計算したことがある。その結果は『栄光のスペース・アカデミー』のたった1つの文に使われたという。また、ハインラインはテクノロジーの主要な影響や副次的影響として、例えば自動車が普及し馬がほとんど使われなくなり、アメリカでさえ乗馬経験がない人がほとんどという時代の到来だけでなく、第3の、例えば自動車は目的地以外で他人と会話する機会を奪い社会慣習をゆるめる効果をもたらすなどの影響まで見通す特殊な能力を備えていた。ハインラインは高速道路を予見し（「道路をとめるな」）、原子力発電について考察し（「爆発のとき」）、核兵器による国家間の行き詰まり状態すなわち冷戦を予見し（Solution Unsatisfactory）、他にも様々なテクノロジーの社会的影響を描いた。それらのテクノロジーはめったに最終的な解決策にはならず、常にその社会に与える影響を描いている。また、ほとんどあらゆるハードSFの原型を描いたことから、ジュール・ベルヌやH・G・ウェルズの後継者とされることもある。
ハインラインは他のSF作家の多くに影響を与えている。1953年、主なSF作家らが影響を受けた作家について投票を行ったところ、現代の作家の中ではハインラインが最も得票が多かった。1974年、アメリカSFファンタジー作家協会がグランド・マスター賞を創設した際に初回の受賞者としたのがハインラインだった。評論家のジェームズ・ギルフォードは「ハインラインより多作な作家は大勢いるが、彼の広範囲かつ独創的影響に比肩する作家はほとんどいない。戦前の黄金時代から今日まで、影響を受けた作家としてハインラインを挙げるSF作家は数え切れないほどである」と記している。
SFコミュニティを超えて、ハインラインのいくつかの造語が英単語として一般に使われるようになった。例えば「waldo」（ウォルド）、「TANSTAAFL」（en:There ain't no such thing as a free lunchの頭字語）が広く知られるようになったのはハインラインによる。そのほか先行例があるため正確にはハインラインの造語ではないものに「moonbat」、「grok」がある。
1962年、Oberon Zell-Ravenheart（当時はまだ本名の Tim Zell を名乗っていた）が『異星の客』に出てきた宗教の様々な点を真似たネオペイガニズム的宗教団体 Church of All Worldsを設立した。ポリアモリー、非伝統的な家族構造、社会的リバタリアニズム、水を共有する儀式、1つの教義による全ての宗派の受容、「grok」などの造語をハインラインの作品から取り入れている。ハインラインはこの宗教団体の信者でも後援者でもなかったが、教祖とは頻繁に文通しており、同宗教団体の機関誌『Green Egg』を購読していた。この宗教団体は今もカリフォルニア州に存在しており、世界中に信者がいる。
ハインラインは、宇宙開発に現実的効用があるという考え方を一般に植えつける上で影響を及ぼした。サタデー・イブニング・ポスト誌などの出版物に掲載された作品は、それまで一般的だった派手なトーンではなく、宇宙空間をより現実的に描いた。ドキュメンタリー風映画『月世界征服』は、ソビエト連邦との宇宙開発競争が現実のものとなる10年も前にそれを描き、当時の出版界に前例のない広告キャンペーンを展開した。アメリカの宇宙開発に携わる宇宙飛行士や他の人々はハインラインのジュブナイルを読んで育った。それは、火星のクレーターにハインラインと命名したことや、アポロ15号の宇宙飛行士らの無線による会話に散りばめられたハインラインへの賛辞に現れている。
ハインラインはアポロ11号のニール・アームストロングとエドウィン・オルドリンによる月面着陸の際、ウォルター・クロンカイトの番組のゲスト・コメンテーターとして出演した。
アメリカ合衆国海軍長官に対してズムウォルト級ミサイル駆逐艦 DDG-1001 に USS「Robert A. Heinlein」と命名させようとする運動があった。しかし、同艦はイラクで戦死し名誉勲章を授与された海軍特殊部隊隊員マイケル・モンスーア Michael Monsoor にちなんで「Monsoor」と命名された。
小惑星帯の小惑星 6371 Heinlein (1985 GS) は1985年4月15日、エドワード・ボーエルによって発見され、ハインラインに献名された。

## 作中で予言されていた発明
- 自動電灯スイッチ - 「月を売った男」
- ハンドドライヤー - 「疎外地」
- 製図ソフトウェア - 『夏への扉』
- 自動掃除ロボット - 『夏への扉』
- 携帯電話 - 『栄光のスペース・アカデミー』、『栄光の星のもとに』
- 動く歩道 - 『栄光のスペース・アカデミー』、『未知の地平線』
- 太陽電池パネル - 「道路をとめるな」、「疎外地」
- 遠隔マニピュレータ - 「ウォルドウ」
- スクリーンセーバー - 『異星の客』
- バートのサンフランシスコ-オークランド間のトンネル - 『銀河市民』
- ウォーターベッド - 『ダブル・スター』、『異星の客』、『未知の地平線』、「ウォルドウ」
- 自動車のスマートエントリー - 『獣の数字』
- オンライン新聞 - 『未知の地平線』
- ロボットスーツ（パワードスーツ）-『宇宙の戦士』

## 作品リスト
ハインラインは生涯に32編の長編、59編の短編、16冊の短編集を出版している。またそれらを原作またはベースとして、4つの映画、2つのテレビドラマシリーズ、いくつかのラジオドラマのエピソード、1つのボードゲームが作られている。映画の脚本を書いたこともある。他の作家の作品を集めたアンソロジーを編集したこともある。
死後にノンフィクション3冊と詩集2冊が出版されている。また、小説 For Us, The Living も死後に出版された。また、Variable Star(2006) はハインラインの残した概要を元にスパイダー・ロビンスンが書いた小説である。また（アメリカでは）死後に4冊の短編集が出版された。
日本語訳に別題のあるものは括弧で示した。

### 長編
- 宇宙船ガリレオ号 Rocket Ship Galileo (1947) 山田順子訳 創元SF文庫[注釈 7]
- 栄光のスペース・アカデミー Space Cadet (1948) 矢野徹訳 ハヤカワ文庫SF
- 未知の地平線 Beyond This horizon (1948) 斉藤伯好訳 ハヤカワ文庫SF
- 明日をこえて Sixth Column[44]（別題 The Day after Tomorrow） (1949) 内田昌之訳 扶桑社ミステリー文庫
- レッド・プラネット（赤い惑星の少年[注釈 8]） Red Planet (1949) 山田順子訳 創元SF文庫
- ガニメデの少年 Farmer in The Sky (1950) 矢野徹訳 ハヤカワ文庫SF
- 人形つかい（タイタンの妖怪[注釈 8]） The Puppet Masters (1951) 福島正実訳 ハヤカワ文庫SF
- 栄光の星のもとに（宇宙戦争[注釈 8]） Between Planets (1951) 鎌田三平訳 創元SF文庫
- 宇宙の呼び声 The Rolling Stones （別題 Space Family Stone） (1952) 森下弓子訳 創元SF文庫[注釈 9]
- スターマン・ジョーンズ Starman Jones (1953) ハヤカワ文庫SF
- ラモックス（宇宙怪獣ラモックス[注釈 10]） The Star Beast (1954) 大森望訳 創元SF文庫
- ルナ・ゲートの彼方 Tunnel in The Sky (1955) 森下弓子訳 創元SF文庫
- 宇宙に旅立つ時（そらにたびだつとき）（宇宙兄弟のひみつ[注釈 8]） Time for the Stars (1956) 酒匂真理子訳 創元SF文庫
- ダブル・スター（太陽系帝国の危機[注釈 11]） Double Star (1956) 森下弓子訳 創元SF文庫 1994年 - 1956年ヒューゴー賞受賞[45]
- 銀河市民 Citizen of the Galaxy (1957) 野田昌宏訳 ハヤカワ文庫SF
- 夏への扉 The Door into Summer (1957) 福島正実訳 ハヤカワ文庫SF。新訳・小尾芙佐訳 早川書房
- 大宇宙の少年（スターファイター） Have Space Suit -- Will Travel (1958) 矢野徹・吉川秀実訳 創元SF文庫[注釈 9]
- メトセラの子ら（地球脱出[注釈 12]） Methuselah's Children (1958) 矢野徹訳 ハヤカワ文庫SF - 元は1941年の連作短編
- 宇宙の戦士 Starship Troopers (1959) 矢野徹訳。新訳・内田昌之訳、各・ハヤカワ文庫SF - 1960年ヒューゴー賞受賞[46]
- 異星の客 Stranger in a Strange Land (1961) 井上一夫訳 創元SF文庫 - ヒューゴー賞（1962年）[47]、ローカス賞（1975年）受賞
- 天翔る少女（ポディの宇宙旅行） Podkayne of Mars (1963) 中村能三訳、新訳・赤尾秀子訳、各・創元SF文庫
- 宇宙の孤児 Orphans of the Sky (1963) 矢野徹訳 ハヤカワ文庫SF - 元は1941年の中編2作だったものを連結
- 栄光の道 Glory Road (1963) 矢野徹訳 ハヤカワ文庫SF
- 自由未来 Farnham's Freehold (1964) 浅倉久志訳 ハヤカワ文庫SF
- 月は無慈悲な夜の女王 The Moon is a Harsh Mistress (1966) 矢野徹訳 ハヤカワ文庫SF - ヒューゴー賞[48]、プロメテウス賞受賞
- 悪徳なんかこわくない I Will Fear No Evil (1971) 矢野徹訳 ハヤカワ文庫SF
- 愛に時間を Time Enough for Love (1973) 矢野徹訳 ハヤカワ文庫SF
- 獣の数字 The Number of the Beast (1980) 矢野徹訳 ハヤカワ文庫SF
- フライデイ Friday (1984) 矢野徹訳 ハヤカワ文庫SF
- ヨブ JOB : A Comedy of Justice (1984) 斉藤伯好訳 ハヤカワ文庫SF
- ウロボロス・サークル The Cat who walks through Walls (1985) 矢野徹訳 ハヤカワ文庫SF
- 落日の彼方に向けて To Sail beyond the Sunset (1987) 矢野徹訳 ハヤカワ文庫SF
- For Us, the living (2003)  -  未訳。1938年に書かれた作品

### 中・短編集
- 月を売った男 The Man Who Sold the Moon (1950)
- 魔法株式会社（ハインライン傑作選3） Waldo and Magic Inc. (1950)
  1. ウォルドウ "Waldo" (1942)
  2. 魔法株式会社 "Magic, Inc."
- 地球の緑の丘 The Green Hills of Earth (1951)
- 動乱2100 Revolt in 2100 (1953) - 別訳『150年後の革命』
- 失われた遺産（ハインライン傑作選1） Assignment in Eternity (1953)（日本語版表題作「失われた遺産」の原題はLost Legacy、Assignment in Eternityは短編集としてのみの題で、作品のタイトルではない）
  1. 深淵 "Gulf" (1948)
  2. 時を超えて "Elsewhen" (1941)
  3. 失われた遺産 "Lost Legacy" (1941)  ※ライル・モンロー名義で発表
  4. 猿は歌わない "Jerry Was A Man" (1947)
- 地球の脅威 The Menace from Earth (1959) - ハヤカワＳＦシリーズ。文庫版では改題し『時の門（ハインライン傑作選4）』（収録内容は同じ。表題作が変えられている。「時の門」の原題はBy His Bootstrapsだが、1958年のアンソロジーRace to the StarsではThe Time Gateという題で収録されており、邦題はそちらから採った可能性もある。）
  1. 大当たりの年 "The Year of the Jackpot" (1952)
  2. 時の門 "By His Bootstraps" (1941) - 文庫版における表題作
  3. コロンブスは馬鹿だ"Columbus Was a Dope" (1947)
  4. 地球の脅威 "The Menace from Earth" (1957) - 原書、ハヤカワSF版における表題作
  5. 血清空輸作戦 "Sky Lift" (1953)
  6. 金魚鉢 "Goldfish Bowl" (1942)
  7. 夢魔作戦 "Project Nightmare" (1953)
  8. "Water Is for Washing" (1947) - 未訳。邦訳版ではSF色がなく構成にそぐわないとの理由で割愛されている
- 輪廻の蛇（ハインライン傑作選2） The Unpleasant Profession of Jonathan Hoag (1959)（表題作が原書と邦書で異なる。「輪廻の蛇」の原題は「‘All You Zombies—’」、The Unpleasant Profession of Jonathan Hoagの邦題は「ジョナサン・ホーグ氏の不愉快な職業」)
  1. ジョナサン・ホーグの不愉快な職業 The Unpleasant Profession of Jonathan Hoag (1942)
  2. 象を売る男 The Man Who Traveled in Elephants(1957)
  3. 輪廻の蛇 —All You Zombies—  (1959)
  4. かれら They (1941)
  5. わが美しき町 Our Fair City (1948)
  6. 歪んだ家 And He Built a Crocked House 1941)
- The Worlds of Robert A. Heinlein (1963) - 未訳
- The Past Through Tomorrow (1967) - ハヤカワ文庫SF版〈未来史〉として3分冊で翻訳刊行
  1. デリラと宇宙野郎たち
  2. 地球の緑の丘 - 上記の同題の本とは収録作が多少異なる
  3. 動乱2100 - 表題作ほか「疎外地」と「不適格」を収録
- The Best of Robert Heinlein 1939-1959 (1973) - 未訳
- Expanded Universe: More Worlds of Robert A. Heinlein (1980) - 未訳

## 映像化
- 月世界征服 Destination Moon（1950年）原作/脚本『宇宙船ガリレオ号』
- 脳を喰う怪物 The Brain Eaters（1958年）原作『人形つかい』
- 宇宙の戦士 Starship Troopers（1988年）オリジナルビデオ 原作『宇宙の戦士』
- ブレイン・スナッチャー/恐怖の洗脳生物 The Puppet Masters（1994年）原作『人形つかい』
- スターシップ・トゥルーパーズ Starship Troopers（1997年）原作『宇宙の戦士』
- スターシップ・トゥルーパーズ Starship Troopers（1999年）テレビドラマ 原作『宇宙の戦士』
- スターシップ・トゥルーパーズ2 Starship Troopers 2: Hero of the Federation（2003年）原案
- ザ・フューチャーズ Masters of Science Fiction（2007年）テレビ映画の1編 原作『人造人間』
- プリデスティネーション Predestination（2014年）原作『輪廻の蛇』
- 夏への扉 -キミのいる未来へ-（2021年）原作『夏への扉』